# Mesquita Zituna
La mesquita Zituna o mesquita d'az-Zituna (àrab: جامع الزيتونة, jāmiʿ az-Zitūna, literalment ‘mesquita de l'olivera’) és el principal edifici religiós de Tunis, a Tunísia.

## Descripció
Fa 75 metres de llarg per 60 d'ample i té 184 columnes antigues, quasi totes agafades de Cartago. La sala d'oració mesura 1.344 m² i té capacitat per a 2.000 fidels.
Ha sofert diverses modificacions, restauracions i afegits. El 1894 s'hi va afegir un minaret en el lloc de l'anterior, construït el 1652. Després de la independència ha sofert noves reformes.

## Història
Segons la llegenda es va construir al lloc on hi havia una olivera, que li dona el nom.
La primera construcció dataria del 732 i no en queda cap rastre. Fou reconstruïda pels aglàbides vers el 856/863 per ordre del governador local de Tunis Ubayd-Al·lah ibn al-Habhab i del representant califal Hixam ibn Abd-al-Màlik.

## Importància
És la segona gran mesquita del país, després de la Gran mesquita de Kairuan.
Al costat de la mesquita hi ha la universitat Zituna, que juntament amb la Universitat d'al-Azhar del Caire, a Egipte, i la Universitat al-Qarawiyyin de Fes, al Marroc, eren els punts de referència cultural i religiosa més importants del mon islàmic.